# مصیر
مصیر، روستایی از توابع بخش موگوئی شهرستان فریدون‌شهر در استان اصفهان ایران است.

## جمعیت
این روستا در دهستان پشتکوه موگوئی قرار دارد و براساس سرشماری مرکز آمار ایران در سال ۱۳۸۵، جمعیت آن ۴۲۳ نفر (۷۴خانوار) بوده‌است.